# 白化文
白化文（1930年8月27日—2021年7月6日），原名白迺桢，笔名白化文，以笔名行，另有笔名融武、承泽退士、颐和退士，男，北京人，生于天津，中国学者，北京大学教授，中国民主同盟盟员，主要从事敦煌学、佛教、目录学等领域的研究。

## 生平
白化文为北京人，出生于天津，幼时在江苏海州（今属连云港）生活。后就读于北京市私立育英中学，1949年考入南开大学中文系。次年转入北京大学中文系，1955年毕业。此后一直在北大信息管理系任教，历任教员、副教授、教授。

## 社会兼职
兼任中国佛学院教授，中国社会科学院佛学研究中心和中国佛教文化研究所特约研究员，《文史知识》杂志编委，兰州大学《敦煌学辑刊》编委，《敦煌学大辞典》编委，中国楹联学会顾问，中国俗文学学会常务理事，中国敦煌吐鲁番学会语言文学研究分会副秘书长，《中华大典·民俗典》主编，中华再造善本工程编纂出版委员会委员，全国古籍保护工作专家委员会委员，中华书局点校本“二十四史”修订工程委员会委员等职。

## 家庭
祖父白宝山为民国时期军事将领，曾外祖父为外馆沈家家主沈仁山，外祖母沈李幼培则为李连英之孙女（其嗣子之女）。父亲白云章，母亲沈时敏。